# Dolaszewo
Dolaszewo (deutsch Hasenberg, früher Haasenberg) ist ein Dorf in der Landgemeinde (Gmina) Szydłowo  (Groß Wittenberg) im Powiat Pilski  (Schneidemühler Kreis)  der polnischen Woiwodschaft Westpommern.

## Geographische Lage
Das Kirchdorf liegt im Netzedistrikt im ehemaligen Westpreußen, etwa 18 Kilometer südöstlich von Wałcz (Deutsch Krone) und sechs Kilometer nordwestlich von Piła (Schneidemühl).

## Geschichte

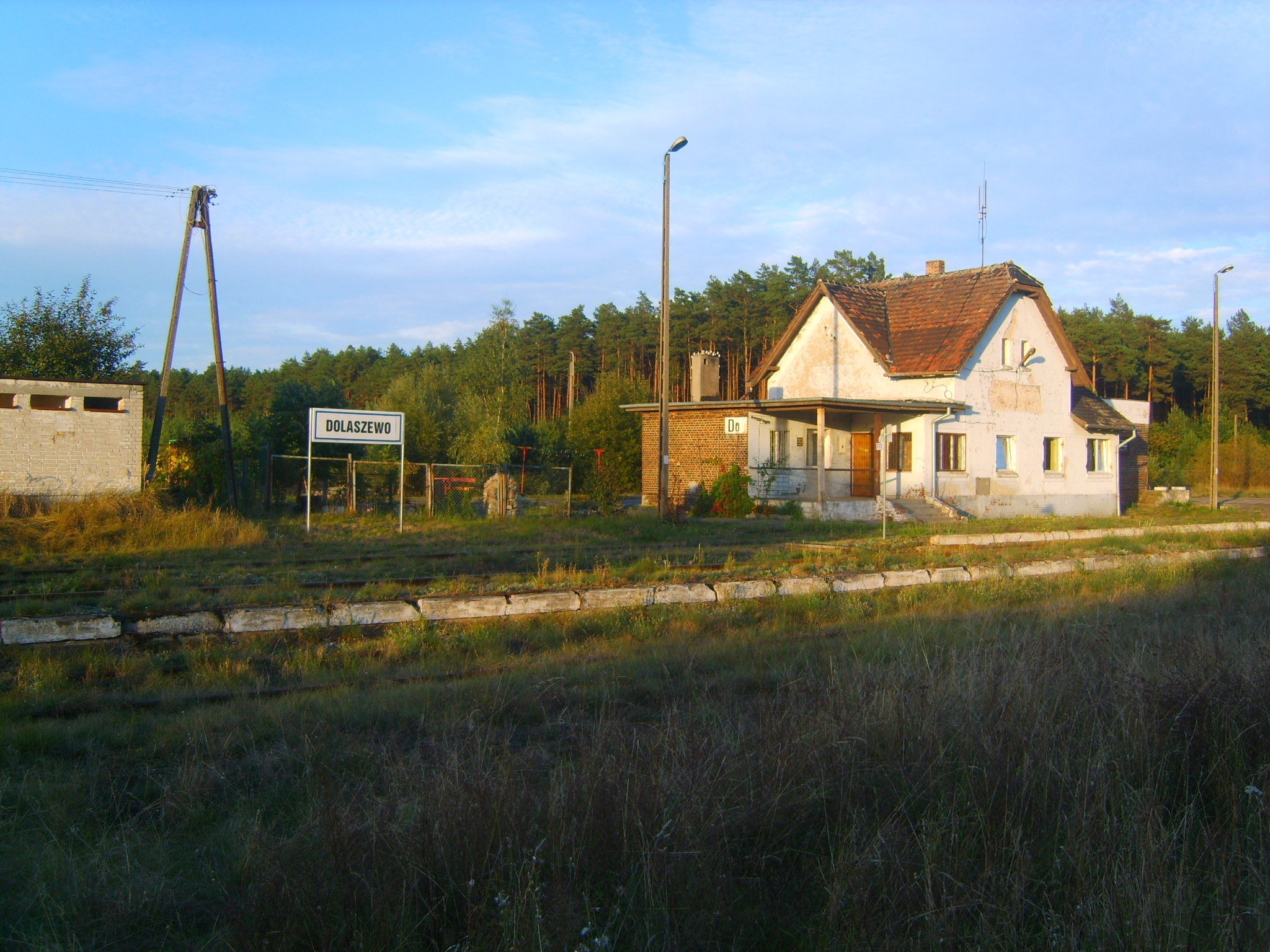
Bahnhof (September 2009)

Die Grenzregion des Netzedistrikts, in der das Dorf liegt, hatte ursprünglich zum Herzogtum Pommern gehört, war vorübergehend unter polnische Herrschaft gelangt und dann an die Markgrafen von Brandenburg gekommen. Im Rahmen der Ersten Teilung Polen-Litauens kam das Dorf 1772 zusammen mit dem Landkreis Deutsch Krone an Preußen.
Ältere Ortsbezeichnungen sind Dolaszewo (1558) und Dolasewo (1660), neupolnisch Zajęcza góra. Das Dorf wurde 1558 gegründet.
Um 1930 hatte die Gemeinde Hasenberg eine 12,8 km² große Gemarkungsfläche, und auf dem Gemeindegebiet befanden sich vier Wohnplätze, auf denen insgesamt 48 bewohnte Wohnhäuser standen:
- Bahnhof Hasenberg
- Hasenberg
- Hasenheide
- Kalthöfen

Im Jahr 1945 gehörte das Dorf Hasenberg zum Landkreis Deutsch Krone im Regierungsbezirk Grenzmark Posen-Westpreußen der preußischen Provinz Pommern des Deutschen Reichs. Hasenberg war dem Amtsbezirk Groß Wittenberg zugeordnet.
Im Februar 1945 wurde Hasenberg von der Roten Armee besetzt. Nach Beendigung der Kampfhandlungen wurde die Region seitens der sowjetischen Besatzungsmacht zusammen mit ganz Hinterpommern und der südlichen Hälfte Ostpreußens – militärische Sperrgebiete ausgenommen – der Volksrepublik Polen zur Verwaltung überlassen. Es wanderten nun Polen zu. Hasenberg wurde unter der polnischen Ortsbezeichnung „Dolaszewo“ verwaltet. Die einheimische Bevölkerung wurde von der polnischen Administration mit wenigen Ausnahmen aus Hasenberg vertrieben.

### Demographie
| Jahr | Einwohner | Anmerkungen |
| ---- | --------- | --- |
| 1783 | –         | königliches Dorf nebst einer katholischen Filialkirche von Schneidemühl, 27 Feuerstellen (Haushaltungen), im Netzedistrikt, Kreis Krone |
| 1818 | 190       | königliches Dorf, Amt Lebehnke |
| 1864 | 288       | davon 147 Evangelische und 135 Katholiken                                                                                               |
| 1910 | 318       | am 1. Dezember, darunter 147 Evangelische und 171 Katholiken; sechs Personen mit polnischer Muttersprache                               |
| 1925 | 352       | darunter 221 Evangelische und 125 Katholiken                                                                                            |
| 1933 | 390       | [ 7 ] |
| 1939 | 357       | [ 7 ] |

## Kirche
Früher stand hier ein aus Lehmfachwerk gebautes evangelisches Bethaus. 1861 wurde es durch eine Kirche mit einem massiven Turm ersetzt. Die Protestanten der bis 1945 anwesenden Dorfbevölkerung gehörten zum evangelischen Kirchspiel Groß Wittenberg.